# Cornumutila quadrivittata
Cornumutila quadrivittata — вид жесткокрылых из семейства усачей.

## Распространение
Распространён от Альп до Восточной Сибири, но очень редко встречающийся и локальный вид.

## Описание
Жук длиной от 8 до 13 мм. Время лёта с июня по август.

## Развитие
Жизненный цикл вида длится три года. Кормовыми растениями являются хвойные: ель (Picea), лиственница (Larix), сосна (Pinus) и пихта (Abies).